# Herbert Morgen
Paul Herbert Morgen (* 25. Juli 1901 in Wiesbaden; † 28. Januar 1997) war ein deutscher Agrarsoziologe. Als enger Mitarbeiter des Agrarwissenschaftlers Konrad Meyer arbeitete Morgen während des Zweiten Weltkriegs an den Siedlungsplanungen für die „eingegliederten Ostgebiete“ mit (Teilplanungen des Generalplan Ost). Nach 1945 lehrte er an der Pädagogischen Hochschule in Wilhelmshaven. Er überführte zentrale Theoreme der NS-Agrarforschung in die frühe bundesdeutsche Bauern- und Vertriebenensoziologie und engagierte sich in der Hochschulreform. Morgen amtierte von 1966 bis 1970 als Präsident der Akademie für Raumforschung und Landesplanung (ARL) in Hannover.

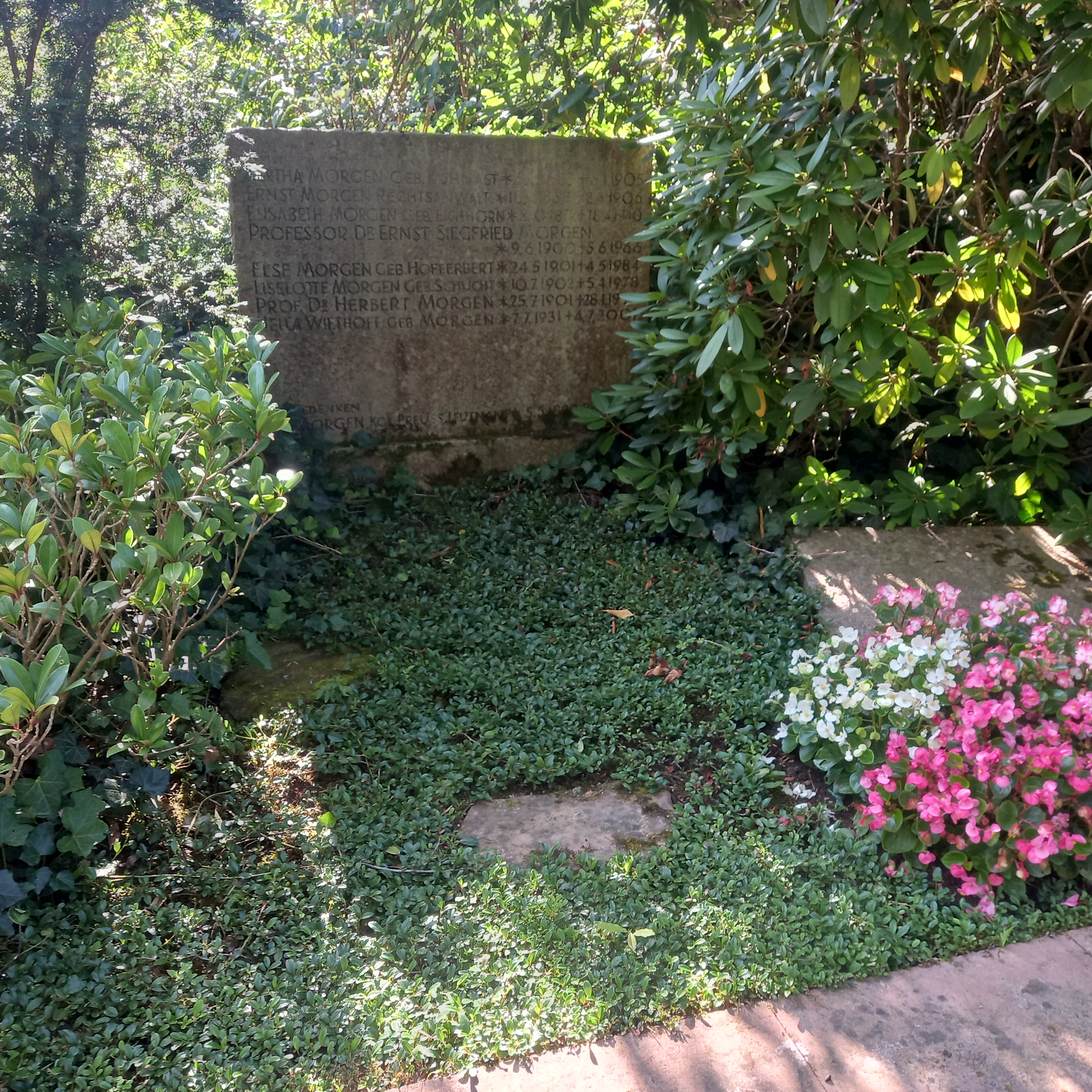
Das Grab von Herbert Morgen und seiner Ehefrau Liselotte geborene Schucht im Familiengrab auf dem Wiesbadener Nordfriedhof

## Leben und Wirken

### Vor 1945
Morgen studierte Landwirtschaft, Volkswirtschaft und Pädagogik an den Universitäten Gießen, Göttingen und Berlin. Als Student in Gießen gehörte er der Studentenverbindung Agronomia Gießen, in Göttingen der Agronomia Gottingensis an. Er schloss sein Studium als Diplom-Landwirt ab und wurde im Juni 1932 in Göttingen mit der Arbeit Die Obsterzeugung und der Obstabsatz im Rheingaukreise und in der Stadt Wiesbaden. Ein Beitrag zur landwirtschaftlichen Marktlehre bei Wilhelm Seedorf promoviert. Nach einer Tätigkeit als Assistent an der Universität Gießen sowie als Direktoratsassistent und Fachlehrer an der Lehr- und Forschungsanstalt für Gartenbau in Weihenstephan ging er nach Berlin an das Institut für Agrarwesen und Agrarpolitik der Universität Berlin, wo er sich bei Konrad Meyer in Agrarpolitik habilitierte und ab 1941 als Dozent lehrte.
Herbert Morgen wirkte mit zwei Beiträgen an dem in hoher Auflage verbreiteten Sammelwerk „Landvolk im Werden. Material zum ländlichen Aufbau in den neuen Ostgebieten und zur Gestaltung des dörflichen Lebens“ mit (Berlin: Deutsche Landbuchhandlung 1941). Die Mitglieder dieses Autorenkollektivs (darunter u. a. Walter Christaller, Artur von Machui, Herbert Frank, Friedrich Kann, Ludwig Wilhelm Ries, Joseph Otto Plassmann, Heinz Hamann, Georg Blohm, Josef Umlauf) arbeiteten i. d. R. entweder im Stabshauptamt des Reichskommissars für die Festigung deutschen Volkstums (Amt VI – Planung und Boden bzw. Amt IV – Landwirtschaft), an Konrad Meyers Institut für Agrarwesen und Agrarpolitik oder auch in anderen agrarwissenschaftlichen Instituten.
Morgen leitete am Institut geschäftsführend den „Forschungsdienst“ der Reichsarbeitsgemeinschaft der Landbauwissenschaft, der sieben Reichsarbeitsgemeinschaften der Landwirtschaftswissenschaften koordinierte. In dieser Funktion erstellte er Sozialanalysen für die Bereinigung der Sozialstrukturen im sogenannten Altreich. Als Leiter der Abteilung „Bodenordnung und ländliche Soziologie“ des Instituts arbeitete Morgen von 1942 bis 1945 an einer Studie mit dem Titel „Grundlagenerstellung zur Schaffung einer neuen Volksordnung nach dem Grundsatz der Festigung deutschen Volkstums i. d. Siedlungsgebieten des Reiches“. Nach dem Informationsportal „GEPRIS historisch“ bewilligte die Deutsche Forschungsgemeinschaft Herbert Morgen zwischen 1941 und 1944 dreiundzwanzig Anträge auf Sachbeihilfe, Forschungsaufträge u. ä. Morgen war nicht unmittelbar beim Planungsamt (Amt VI, s. o.) des Stabshauptamtes des Reichskommissars für die Festigung des deutschen Volkstums (RKF) tätig, das Meyer in Berlin leitete. Morgen arbeitete aber als freier Mitarbeiter des Reichskommissariats mit dem „Forschungsdienst“ an den gleichen Themengebieten und an der Vorbereitung der Generalpläne, ohne das Reichskommissariat als Dienststelle angeben zu wollen. Morgen gilt damit neben Walter Christaller und Angelika Sievers als einer der Mitarbeiter des Instituts, die den Generalplan Ost erarbeitet haben könnten.

Morgen unternahm 1939 außerdem Reisen in das besetzte Polen, wo er Bestandsaufnahmen in den ehemals russischen Kreisen durchführte. In seinen „Reiseskizzen“ äußerte er sich antipolnisch und antisemitisch. So bezeichnete er die jüdische Bevölkerung als „vollkommen degenerierten, minderwertigen Teil der menschlichen Gesellschaft“. Bereits 1934 formulierte er in seinem Beitrag über Gustav Ruhland:
„Zum Judentum stand Ruhland im bewußten Gegensatz. Er war, wie wohl jeder gute Deutsche, 'völkisch' eingestellt, also auch instinktiv Antisemit.“
In seiner Studie „Bausteine zur ländlichen Volks- und Bodenordnung“ (1943), die Morgens Arbeiten für das RKF zusammenfasste, verzichtete er auf antisemitische Stereotype. Der Soziologe Carsten Klingemann beschreibt Morgens Forschungsansatz als „dezidiert soziologisch“. Jeder Blut-und-Boden-Romantik fernstehend, habe Morgen praktische planerische Vorschläge für die zukünftige Agrar- und Sozialstruktur gemacht und sei einer der Autoren des Generalplanes Ost gewesen. Hansjörg Gutberger zufolge sind Morgens Arbeiten zum Altreich zudem nicht von den Planungen für die „eingegliederten Ostgebiete“ zu trennen. Indem Morgen eine „angewandte Soziologie“ propagierte, welche die Kategorie des sozialen Raumes in seiner Verflechtung mit Gesellschaft, Raum und Wirtschaft in den Mittelpunkt stellte, entwickelte er die land- und agrarsoziologische empirische Forschung theoretisch-konzeptuell und auch methodisch weiter.

### Nach 1945
Nach 1945 zog Morgen zunächst nach Oker im Harz. 1947 wurde er Gründungsmitglied der Bonner Forschungsgesellschaft für Agrarpolitik und Agrarsoziologie. Im Prozess Rasse- und Siedlungshauptamt der SS in Nürnberg sagte er als Zeuge der Verteidigung des dort angeklagten Konrad Meyer aus. Dabei behauptete er einen idealistischen, friedfertigen und vor allem innovativen Charakter von Meyers Wissenschaft, von dessen Forschungsergebnisse viele von bleibendem Wert seien.
Morgen trat der Göttinger Agrarsozialen Gesellschaft bei. Inhaltlich orientierte er sich nun an den Positionen der Meyer-Gegner Constantin von Dietze und Heinrich Niehaus. Er wurde an die Akademie für Landwirtschaft und zweckverwandten Unterricht im Helmstedt berufen und 1948 Professor für Agrarwirtschaftslehre und ländliche Soziologie an der nach Wilhelmshaven verlegten Pädagogischen Hochschule für landwirtschaftliche Lehrer, später auch ihr Direktor. 1951 trat er in das Präsidium der Deutschen Akademie fur Städtebau ein. In der Akademie für Raumforschung und Landesplanung, der er ab 1953 als ordentliches Mitglied angehörte, leitete er den Ausschuss „Landwirtschaft“. Von 1960 bis 1965 leitete er dort den Facharbeitskreis „Raum und Landwirtschaft“. Von 1966 bis 1970 amtierte Morgen als Präsident der Akademie für Raumforschung und Landesplanung (ARL) in Hannover, der vorherigen Reichsarbeitsgemeinschaft für Raumforschung (RAG).
weitere Mitwirkung an der ARL:
- Mitglied bzw. Vorsitzender des Wissenschaftlichen Rates (1966–1974; 1966–1970)
- Mitglied der Sektion I: Planungsprozesse und Forschungsmethoden
- Mitglied der Sektion II: Sektorale und integrierende Aspekte und Instrumente
- Hochschularbeitsgemeinschaft für Raumforschung und Landesplanung Wilhelmshaven
- Leiter des Forschungsausschusses Raum und Landwirtschaft (1960–1965)
- Mitglied des Forschungsausschusses Regionale Bildungsplanung
- Mitglied des Arbeitskreises Leitvorstellungen zur Entwicklung ländlicher Räume
- Mitglied der Landesarbeitsgemeinschaft Hessen/Rheinland-Pfalz/Saarland
- Mitglied der Wissenschaftlichen Plenarsitzung (1965)
- Gründungsmitglied der Förderkreises für Raum und Umwelt e. V. (1989)

## Ehrungen
Professor-Niklas-Medaille in Silber (1986)

## Schriften (Auswahl)
- Die Obsterzeugung und der Obstabsatz im Rheingaukreise und in der Stadt Wiesbaden. Ein Beitrag zur landwirtschaftlichen Marktlehre. Göttingen 1932.
- und Martin Kühner (Hrsg.): Pflügende Hand, forschender Geist. Lebensbilder denkwürdiger Bahnbrecher und Führer des Nährstandes. Parey, Berlin 1934.
- Bodenschätzung und Betriebsgrößenklassen. In: Raumforschung und Raumordnung. RuR, 3. Jg., 1939, 6, S. 318–320.
- Die natürlichen Ertragsfaktoren – Boden, Klima und Geländegestaltung – in ihrer Beziehung zur Verteilung der Betriebsgrößenklassen in 26 Landkreisen Pommerns. Eine raumpolitische Studie. Reichsnährstand-Verl.-Ges., [Berlin] 1940.
- Zur Ermittlung gleichwertiger Hofstellen bei verschiedenen Bodengüten. In: „Raumforschung und Raumordnung“ (RuR), 4. Jg., 1940, 7/8, S. 311–314.
- Bestand und Aufbau des deutschen Landvolkes. In: Meyer, Konrad (Hrsg.): Landvolk im Werden. Material zum ländlichen Aufbau in den neuen Ostgebieten und zur Gestaltung des dörflichen Lebens. Berlin 1941, S. 79–93.
- Forstwirtschaft und Forstpolitik im neuen Osten. In: Meyer, Konrad (Hrsg.): Landvolk im Werden. Material zum ländlichen Aufbau in den neuen Ostgebieten und zur Gestaltung des dörflichen Lebens. Berlin 1941, S. 311–318.[9]
- Schaumburg-Lippe im Spiegel agrarpolitischer Gesetzgebung. Ein Beitrag zur Frage der Entstehung des landwirtschaftlichen Klein- und Kleinstbesitzes. In: Forschungsdienst.10 (1940) 1940, S. 223–232.
- Die neuen deutschen Ostgebiete. Aus Reiseskizzen. In: Zeitschrift für Geopolitik: Monatshefte für dt. Auslandswissen.18 (1941) 1941, S. 137–145.
- Soziologische Erwägungen bei der Erstellung dörflicher Gemeinden. In: Der Forschungsdienst: Organ d. dt. Landwirtschaftswissenschaft. 12 (1941) 1941, S. 390–403.
- und Wilhelm Schäfer: Der Hektarsatz des Einheitswertes – ein Beurteilungsmasstab für die Bodengüte. In: Raumforschung und Raumordnung: RuR.5 (1941), S. 331–336.
- und Angelika Sievers: Die natürlichen Grundlagen der ländlichen Besitzverfassung. Ein methodischer Beitrag. In: Raumforschung und Raumordnung: RuR.5 (1941), S. 368–377.
- Ländliche Sozialprobleme in Bulgarien. In: Der Forschungsdienst: Organ d. dt. Landwirtschaftswissenschaft.13 (1942) 1942, S. 414–428.
- Zur Frage der Übervölkerung ländlicher Räume. Ein Beitrag zur Raum- und Sozialanalyse des Landvolkes; dargestellt an 11 Kreisen Niedersachsens. Reichsnährstand-Verl.-Ges., Prag 1942.
- Zur Problematik der ländlichen Sozial- und Bodenordnung. Vortrag. In: Raumforschung und Raumordnung: RuR.6 (1942), S. 394–403.
- Bausteine zur ländlichen Volks- und Bodenordnung. Deutsche Landbuchhandlung, Berlin 1943.
- Probleme der ländlichen Sozial- und Bodenordnung. In: Agrarpolitik-Betriebslehre: aktuelle Probleme. 1943, S. 73–87.
- Zur Frage der relativen Wertigkeit der Böden. In: Raumforschung und Raumordnung (RuR), 8. Jg., 1944, S. 56–58.
- Ein agrarstatistischer Ausschuß im Forschungsdienst. In: RuR, 8. Jg.,1944, 2, S. 65–66.
- Grundfragen der geistigen und sozialen Struktur unserer Landbevölkerung. In: Sozialpolitisches und soziologisches Material zur Agrarreform. Agrarsoziale Arbeitsgruppe. Göttingen 1946.
- Der Stand des ländlichen Ausbildungswesens in Deutschland, Dänemark, den Niederlanden und den Vereinigten Staaten. In: Europa-Archiv: Zeitgeschichte, Zeitkritik, Verwaltung, Wirtschaftsaufbau; Halbmonatsschr. d. Deutschen Gesellschaft für Auswärtige Politik.32 (1948), S. 1415–1419.
- (Hrsg.): Landbau, Ernährung und ländliches Bildungswesen. Beiträge auf dem Gebiete der landwirtschaftlichen Betriebslehre, der Agrarpolitik und des ländlichen Bildungs- und Erziehungswesen. Schaper, Hannover 1948.
- Das Strukturgefüge der Agrarlandschaft. Jade-Dr., Wilhelmshaven 1950.
- und Erich Warnking: Untersuchung der Lebensverhältnisse in kleinbäuerlichen Dörfern. Dorfuntersuchung Bockholte. Pädag. Hochsch. für landwirtschaftliche Lehrer, Wilhelmshaven 1953.
- Die Bodenklimazahlen und ihre Bedeutung für Raumforschung und Landesplanung. In: Informationen / Institut für Raumforschung, Bad Godesberg. Nr. 15 1956, S. 377–387.
- Die ländliche Großgemeinde in geschichtlicher, rechtlicher, verwaltungsmäßiger und soziologischer Sicht gesehen. Eine gutachtliche Stellungnahme für die Akademie für Landesplanung und Raumforschung., Wilhelmshaven 1958.
- Strukturen und Prozesse im Agrarbereiche. In: Raum und Landwirtschaft. 1 (1958), S. 75–101.
- Zur geistigen und formalen Ordnung der Hochschule. Jade-Druck, Wilhelmshaven 1958.
- Der landwirtschaftliche Betrieb als soziales Gebilde. In: Soziale Welt 1959, Heft 4.
- Das Dorf im Wandel seiner Sozialstruktur und seiner soziologischen Bindungen. In: Raumforschung: 25 Jahre Raumforschung in Deutschland. 1960, S. 383–396.
- Das landwirtschaftliche berufsbildende Schulwesen in den EWG-Ländern. In: Raum und Landwirtschaft III: Die Landwirtschaft in der Europäischen Wirtschaftsgemeinschaft 2. Teil, Forschungs- und Sitzungsberichte der ARL, 16, 1960, S. 21ff.
- Landwirtschaftsschule, Mensch und Betrieb in ihren gegenseitigen Abhängigkeiten., Hannover 1963.
- mit Hermann Lübbing und Karl Steinhoff: Die ländliche Kleingemeinde in Nordwestdeutschland. In geschichtlicher, verwaltungsmäßiger und soziologischer Sicht. Jänecke, Hannover 1963.
- Die Dorfgemeinde als soziologisch bestimmter Standort. In: Sozialökonomische Aufgaben der Landwirtschaft in unserer Zeit (Festschrift Max Rolfes). Arbeitsgemeinschaft zur Verbesserung der Agrarstruktur in Hessen e. V., Wiesbaden 1964. (s. auch Willi Hüfner)
- mit Martin Schmiel und Günther Gärtner: Die Landwirtschaftsschule in Gegenwart und Zukunft. Eine soziographische, sozialpädagogische und sozialpolitische Studie. Schaper, Hannover 1965.
- Verkehrsprobleme im ländlichen Raum unter sozialwissenschaftlichen Aspekten. Referat. In: Verkehr und Raumordnung: Referate und Diskussionsbemerkungen anläßlich der wissenschaftlichen Plenarsitzung 1965 in Hannover. 1966, S. 27–50.
- Soziologie des ländlichen Raumes. In: Handwörterbuch Raumforschung und Raumordnung. Hannover 1966, S. 1858–1862
- Entwicklungstendenzen im geistig-kulturellen Bereich. In: Herbert Morgen (gemeinsam mit Eberhard Herzner, Sigurd Klatt, Herbert Kötter, Heinrich Rosenbaum, Friedrich Schneppe): Beiträge zur Entwicklung ländlicher Nahbereiche. Eine Modellstudie. Hannover: Gebrüder Jänecke Verlag 1967 (= Veröffentlichungen der ARL / Abhandlungen. Bd. 52)
- Landentwicklung. Aufgaben, Probleme, Möglichkeiten. In: Entwicklungsprobleme des ländlichen Raumes. 1967, S. 9–15.
- und Hans K. Schneider: Entwicklungsprobleme des ländlichen Raumes. R. Müller, Köln-Braunsfeld 1967.
- Der ländliche Raum unter soziologischen Aspekten gesehen. Eine Gedankenskizze. In: Die Zukunft des ländlichen Raumes. 1 (1971), S. 67–80.